# 養蚕業

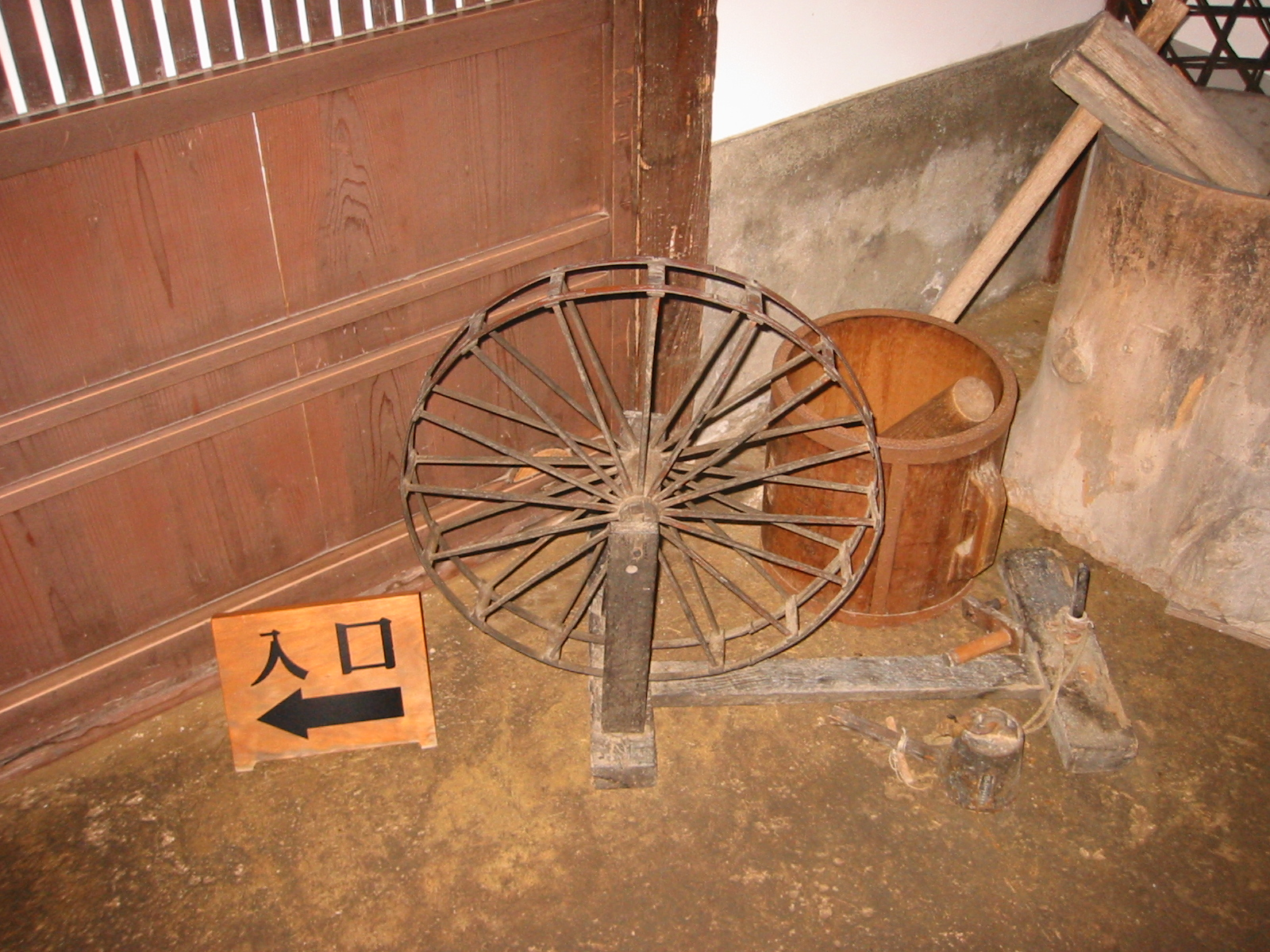
糸車

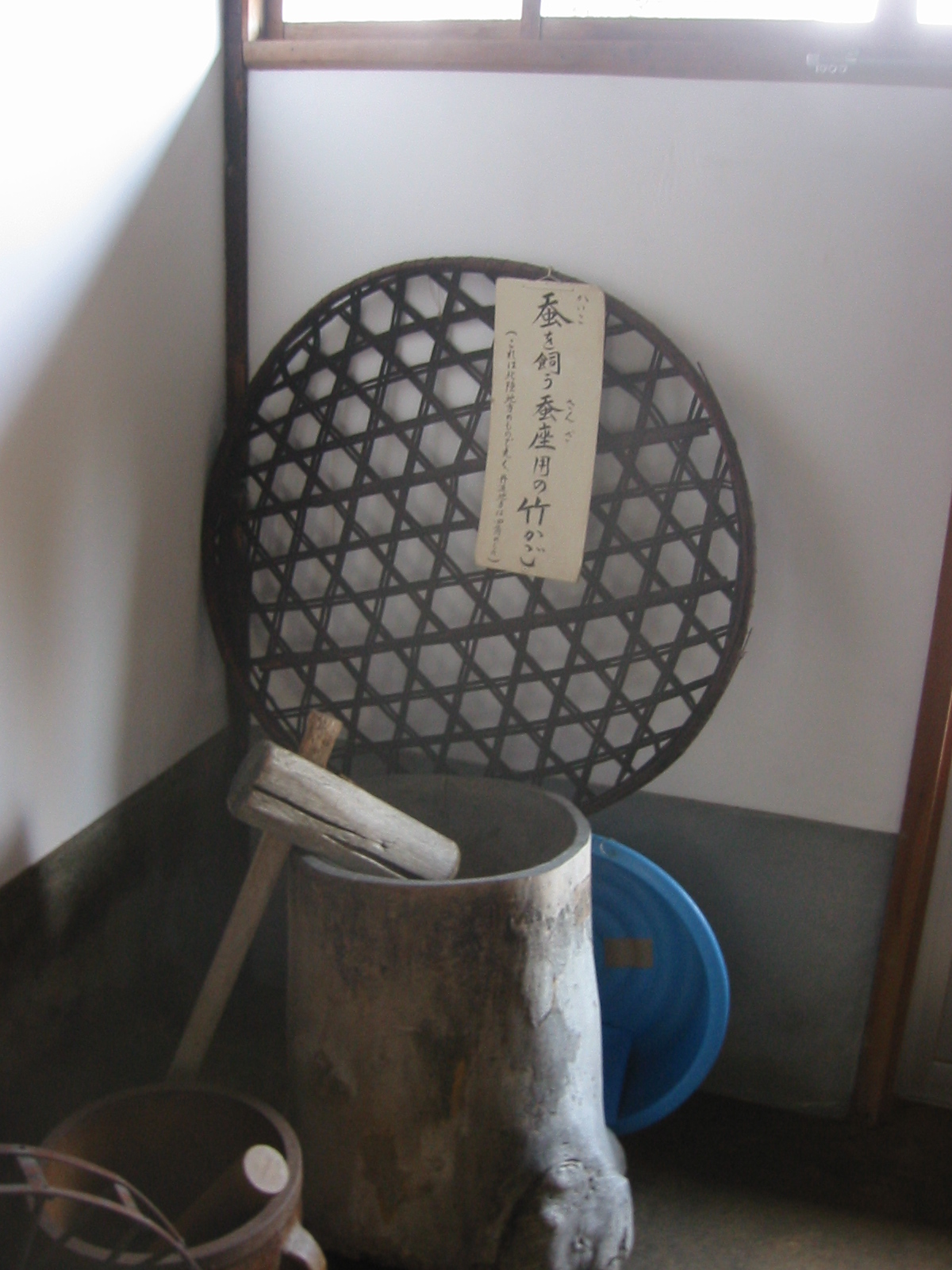
養蚕用竹かご

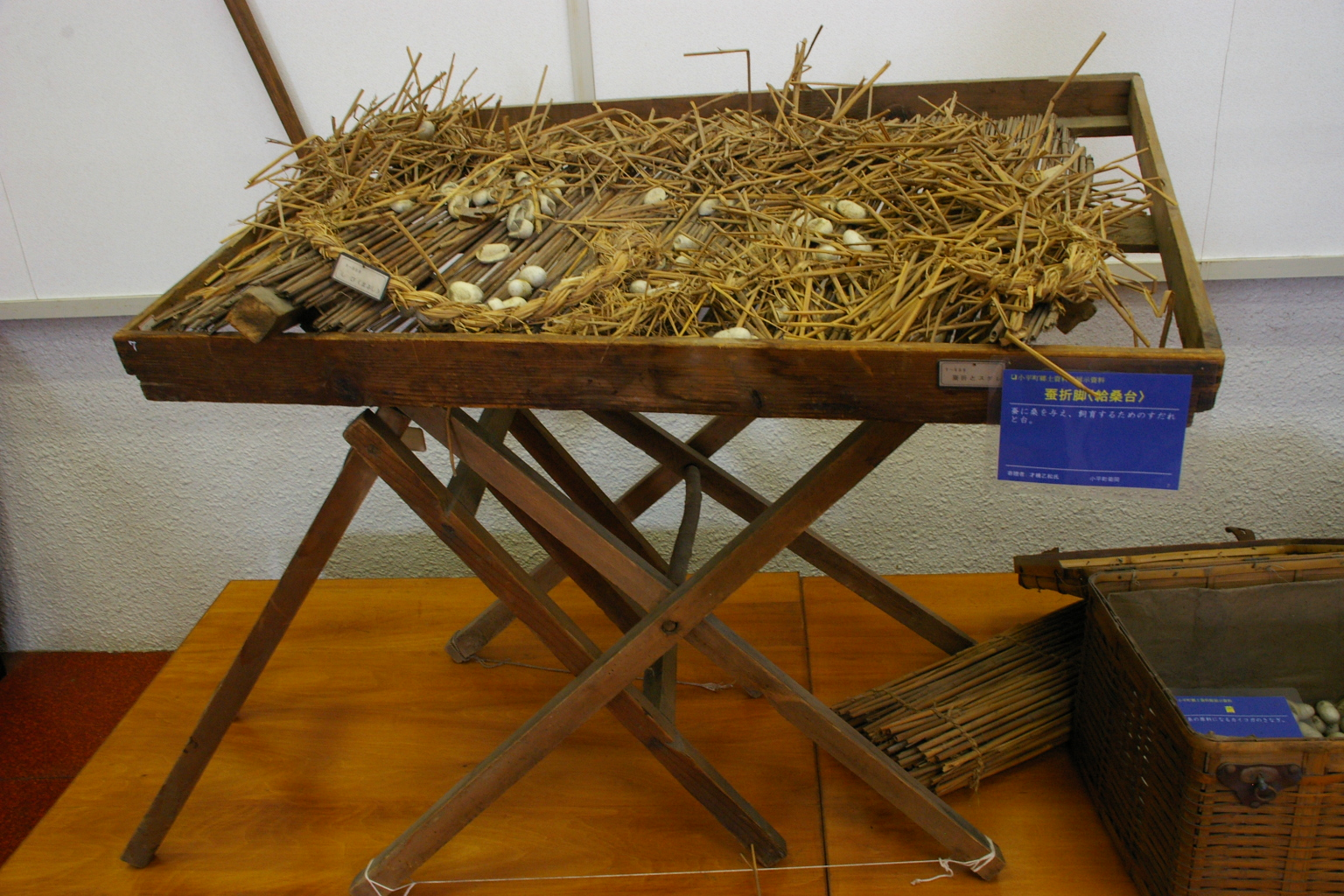
養蚕台

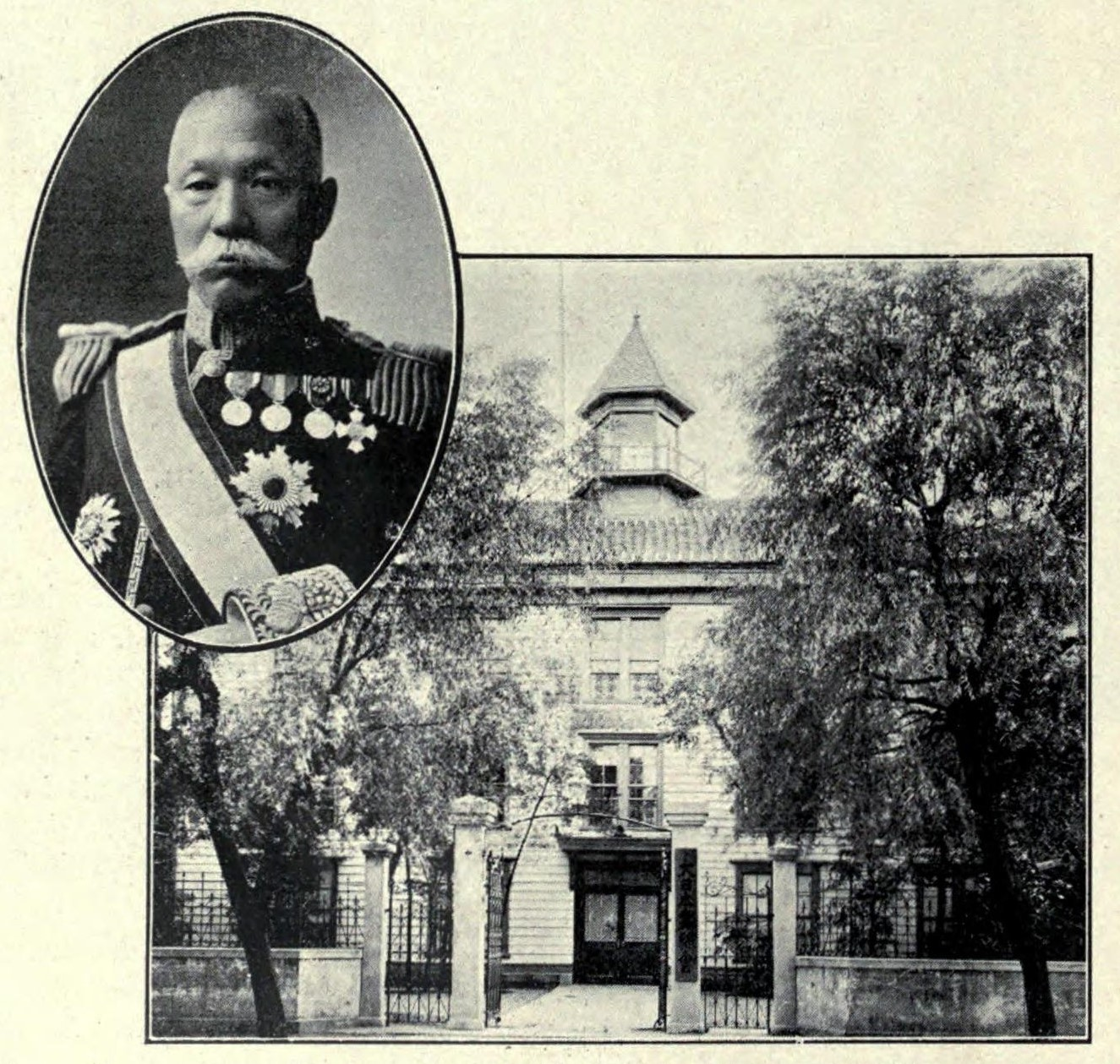
大日本蚕糸会と会頭の松平正直男爵。明治時代

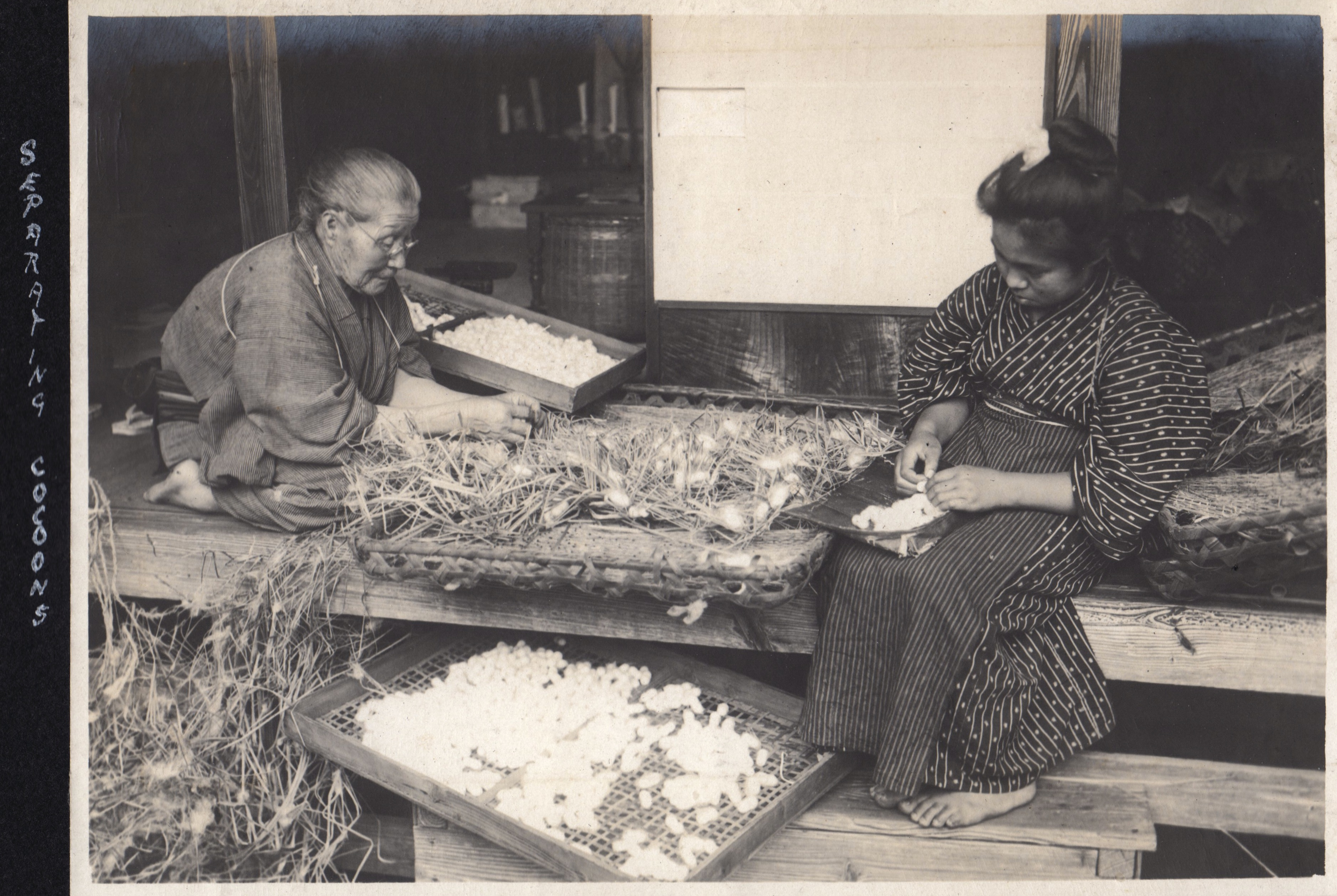
繭を分ける。大正初期

養蚕業（ようさんぎょう）は、カイコ（蚕）を飼ってその繭から生糸（絹）を作る産業である。遺伝子を組換えたカイコを用いた医薬素材の生産や開発、カイコ蛹を利用して冬虫夏草（茸）を培養するといった新しい活用も進んでいる。
養蚕業は蚕を飼うためクワ（桑）を栽培し繭を生産する。繭を絹にするために製糸工場で繭から生糸へと加工され、生糸をさらに加工して絹織物などの繊維になる。なお、日本では蚕を使ったタンパク質の生産の研究が主になっているが、培養細胞によるタンパク質の生産効率の高まりとともに、蚕を用いる優位性は下がってきている。
かつて養蚕業は日本の主要産業であった。しかし、世界恐慌以降の海外市場の喪失、代替品の普及などで衰退していった。繭の生産は中国、インド、ブラジルなどで盛んに行われている。
現在、農研機構を中心に『蚕業革命』として養蚕業の復興を期して新規養蚕技術の開発・研究が行われている。またウイルスの表面のタンパク質解析に用いるなど、生化学に用いられる。

## 歴史
養蚕の起源は中国大陸にあり、浙江省の遺跡から紀元前2750年頃（推定）の平絹片、絹帯、絹縄などが出土している。殷時代や周時代の遺跡からも絹製品は発見されていることから継続的に養蚕が行われていたものと考えられている。系統学的な解析では、カイコは約5000年前までにクワコ（Bombyx mandarina）から家畜化されたと考えられている。
中国では養蚕技術の国外への持ち出しは固く禁じられており、特に秦による中国統一（紀元前221年）以後は統制が強くなったと考えられている。また、2週間足らずで孵化してしまう種（卵）の運搬や餌となる桑の調達などの問題もあり、長い間、養蚕技術は中国大陸の外へ出ることはなかった。一説には1世紀に中国からホータン王国の国王に嫁いだ婦人が桑と蚕の種を棉帽子の中に入れて持ち出したのが最初といわれている。
朝鮮半島（楽浪郡）へ伝播したのは前漢の頃（紀元前108年頃）とされ、同じ中国でも南部の雲南省には後漢の頃に伝わった。インドについては早くから文明があり特有の蚕もあるため養蚕技術が中国から伝わったものか単独で発生したものかはわかっていない。中国からヨーロッパへの伝来は紀元後の6世紀頃とされる（東ローマ帝国の養蚕伝来）。

### 日本での歴史

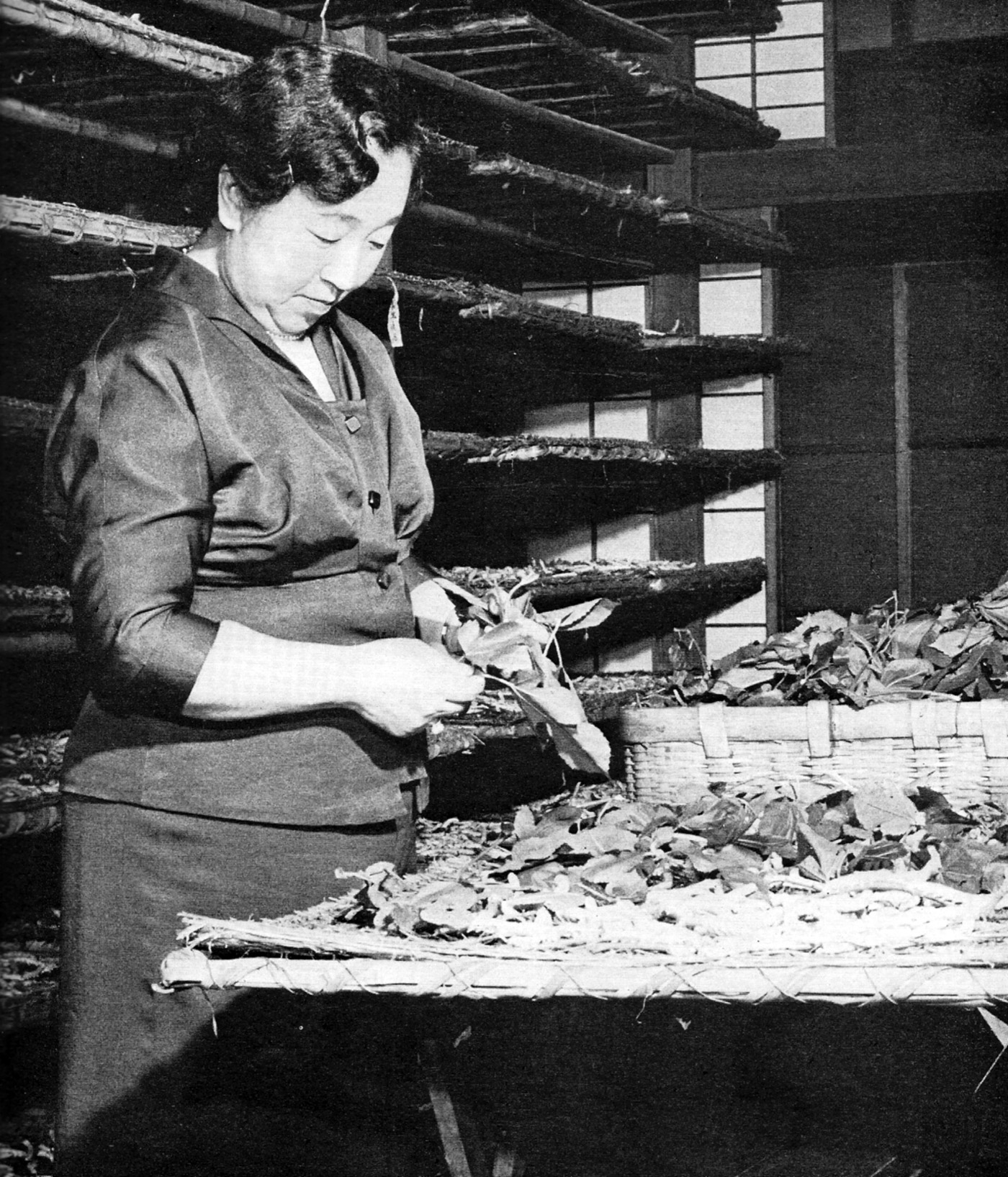
養蚕する香淳皇后
1955年（昭和30年）6月

日本へは弥生時代に中国大陸から伝わったとされる。秦が中国を統一し（紀元前221年）統制が厳しくなったことから、蚕種はそれ以前の時代に船で運ばれたと考えられており、日本が桑の生育に適していたこともあってかなり早い時期に伝来した。養蚕の伝播経路については諸説ある。朝鮮半島への養蚕技術の伝播との比較などから、中国大陸（江南地方）から日本列島（北部九州）へ直接伝わったとする説などがある。
福岡県の有田遺跡（紀元前200年頃）からは平絹が出土しているが、当時の中国の絹織物とは織り方が異なることから日本列島特有の絹織物が既にあったと考えられている。記紀には仲哀天皇の4年に養蚕の記録がある。
195年には百済から蚕種（さんしゅ＝カイコの卵）が、283年には秦氏が養蚕と絹織物の技術を伝えるなど、暫時、養蚕技術の導入が行われた。奈良時代には東北地方や北海道など、大和朝廷の支配領域外の地域を除く全国で養蚕が行われるようになり、租庸調の税制の庸や調として、絹製品が税として集められた。
しかしながら国内生産で全ての需要を満たすには至らず、また品質的にも劣っていたため、中国からの輸入は江戸時代に至るまで続いた。代金としての金、銀、銅の流出を懸念した江戸幕府は養蚕を推奨し、諸藩もが殖産事業として興隆を促進した。結果、幕末期には画期的な養蚕技術の開発・発明がなされ、中国からの輸入品に劣らぬ、良質な生糸が生産されるようになった。日本が鎖国から開国に転じたのはこの時期であり、生糸は主要な輸出品となった。
江戸時代には、民間において様々な養蚕技術書が出版された。著名なものとしては、1803年（享和3年）に上垣守国が出石藩の協力を得て『養蚕秘録』を出版した。この書は国内外で高く評価された。またシーボルトによって同書は持ち出されて『Yo-san-fi-rok』として1848年に発行されている。また、1840年（天保11年）には中村善右衛門が当時の新技術である体温計を応用して『蚕当計』を考案し、『蚕当計秘訣』を発行した。この技術は当時は勘などに頼っていた養蚕を、温度管理によって安定させる『温暖育』の普及によって改良することになった。
明治時代に至り養蚕は隆盛期を迎え、良質の生糸、ハンカチなどの製品を大量に輸出した。養蚕業・絹糸は「外貨獲得産業」として重視され、日本の近代化（富国強兵）の礎を築いた。科学技術研究とともに養蚕技術の発展は行われた。著名なものとしては、東京帝国大学の外山亀太郎によるメンデルの法則が動物でも成り立つことの証明、頑健で糸の品質が良いカイコ作出には、品種間の交雑が応用できるという発見がある。皇后は、神事として毎年「ご養蚕」を行っているが、これは1871（明治4）年3月14日、昭憲皇后によって始められたものである。1873年4月28日、蚕種取締規則が定められる（太政官）。
1875年2月22日、蚕種取締規則が廃止され、「蚕種製造組合条例」（1875年）・「組合会議局規則」が定められるが（太政官布告、1月1日遡及施行）、3年余りで廃止を迎える（1878年5月4日）。
一代交雑種（雑種第一代、F1）における雑種強勢の発見はその後すぐに製糸業へと応用された。片倉製糸を率いる今井五介などが中心となった「蚕種統一運動」による「一代交配蚕種普及団」によって民間主導による蚕種製造が急速におこなわれ、一代交雑種の普及・生糸の品質向上につながった。この事業を記念する碑は、松本市の「蚕糸記念公園」に建てられている

### 近代
日露戦争における軍艦をはじめとする近代兵器は、絹糸の輸出による外貨によって購入されたといっても過言ではない。養蚕は、農家にとっても貴重な現金収入源であり、農家はカイコガを「お蚕様」と敬称で呼んだほどである。もうひとつの背景としては、同時期においてヨーロッパでカイコの伝染病（微粒子病）の流行により、養蚕業が壊滅し、繭や蚕種の輸出が隆盛するという事情もあった。ルイ・パスツールは、微粒子病が原虫由来であること、母蛾を検査すると感染拡大を防げると発見したが、ヨーロッパにおける養蚕業の衰退を止めることはできなかった。1900年頃、日本は中国を追い抜き世界一の生糸の輸出国になり『養蚕家名鑑』ほか業界の姿を描いた資料が発刊される。
平行して1895年に綿糸、1918年には合成繊維の人絹（レーヨン）の製造者帝国人造絹絲株式会社が設立されても、養蚕業は1935年前後にピークを迎える。その間に一方で生糸の輸出は1929年の世界大恐慌をしのいだものの第二次世界大戦（1939年）と太平洋戦争（1941年）の開戦期に輸出先を削られ、レーヨンの製造企業は各地に展開するものの合併統合が進む。
他方、1940年にナイロンが発明され絹の代替品として普及し、レーヨン製造技術の更新が進むと、戦災もあって日本の養蚕業は、ほぼ壊滅に至る。
敗戦後、食料増産を優先したため養蚕業の復興は遅れたが、1950年代に復興の端緒に着く。しかし戦前のようには輸出できず、1958年には養蚕業危機に直面し、桑園2割減反の行政措置を取られるなど、水を差されることもあった。
高度経済成長によって内需が伸びてくると、1966年の日本蚕糸事業団法施行と各地での養蚕団地の取り組みなどもあり、内需に応じる形で生産が増加し、東京都下（三多摩）などを中心にようやく1970年代に再度のピークを迎えた。とはいえ、繭生産量、生糸生産量とも、1935年の半分以下に過ぎず、また1962年（昭和37年）の生糸輸入自由化を経て、このころには一大輸入国に転じていた。その後、一元輸入制度導入、蚕糸業振興資金の設置等が行われるも、1973年の第一次オイルショック以降、価格の暴落・農業人口の減少・化学繊維の普及で衰退が進み、1994年（平成6年）にはWTO協定で再度自由化され、1979年には収繭量1トン以上の大規模養蚕農家だけでも15,497戸あったところ、2016年には全国の養蚕農家数は349戸にまで減少している。都下の養蚕業者数も全盛期の30軒 から2014年には6軒まで減少した。
数万頭の蚕の生育度合を調整して同じタイミングで上蔟（じょうぞく：蚕が繭を作り出すこと）させるなど、日本の養蚕農家には特筆されるべき技術・知恵が残っている。
2000年に遺伝子組み換えカイコの作出に成功して以来、現農研機構・群馬蚕糸技術センターなどの研究機関は遺伝子組み換えカイコの研究・実用化を目指している。2017年、カルタヘナ法による遺伝子組み換えカイコの第一種使用が承認され、養蚕農家からGFP蛍光シルクを作るカイコの飼育・繭の出荷が行われた。遺伝子組み換えカイコの一般農家による飼育は世界初である。
なお、天皇家では明治4年から皇后が代々養蚕を行なっており、現在の雅子皇后も皇居内紅葉山御養蚕所で、養蚕始儀、給桑、繭切り、採種、養蚕納儀などの作業をみずから行なっている。

### 欧州での歴史
ヨーロッパの養蚕は東洋から伝えられ、一説には紀元500年頃にインドから2人の僧侶が竹杖に隠した蚕種をコンスタンチノープルに持ち込んだのが最初といわれている。8世紀にはペルシャからスペインにまで養蚕は普及し、10世紀には南イタリアさらに北イタリアで養蚕が普及した。
フランスでは13世紀に養蚕が始まったが、ルイ14世の時代の迫害による新教徒の国外脱出によりフランスでの養蚕はいったん衰え、脱出者はイギリス、ドイツ、スイス、オランダなどで養蚕を始めたがこれらの地域では風土が養蚕に適しておらず衰退した。フランスの養蚕業の最盛期は1853年で産繭額は2.6万トンに達した。しかし、微粒子病の蔓延により壊滅的な被害にあい、1865年には5.5千トンに激減したが、パスツールが微粒子病防除法を確立して一時的に回復した。しかし、桑からブドウへの作物の転換や中国や日本からの生糸の輸入増加、さらに第一次世界大戦の影響を受けて1915年には1.7千トンになり第二次世界大戦後に養蚕業はフランスから姿を消した。
イタリアではフランスより早く南部から養蚕が始まり、19世紀には産繭額は5万トンに達した。しかし、イタリアでも微粒子病が蔓延し、1865年には2.6万トンに減少した。微粒子病防除法の確立で回復し、1900年には5.6万トンになった。第一次世界大戦の影響で産繭額は半減したものの、戦後に回復して1920年代から1930年代にかけてイタリアの養蚕業は最盛期となった。第二次世界大戦後、フランスでの養蚕業の衰退によりイタリアは西ヨーロッパで唯一の養蚕国になったが、農業労働力の不足や技術革新の遅れで産繭額は著しく減少している。

## 産地

### 日本
日本の養蚕業の主産地として、南東北、北関東、甲信地方、南九州などがあった。京都府綾部市は蚕都と、東京都八王子市は桑都と呼ばれた。次の各地区は繭の集散地として栄えた。
【凡例】
国の重要伝統的建造物群保存地区（「養蚕集落（町）」）に選定。"※"印はその他。
- 山形県鶴岡市
- 宮城県村田町村田[注釈 4]
- 福島県梁川町
- 群馬県中之条町「六合赤岩」※
- 埼玉県[56]
  - 深谷市
  - 熊谷市
- 富山県富山市八尾町
- 石川県白山市「白峰」※
- 長野県
  - 上田市
  - 東御市「海野宿」※
- 山梨県甲州市「塩山下小田原上条」（伝統的建造物群保存地区）※
- 愛知県豊橋市
- 兵庫県養父市「大屋町大杉」※

### 中国
浙江省、江蘇省、山東省、広東省などが主要な養蚕地となっている。これらの地域では、繭から絹糸を取った後に残るカイコガの蛹を昆虫食の食材として利用して来た経緯があり、近年は、むしろ蛹を得て売るためにカイコガを育てる例もみられる。

### 中東
シルクロード沿線のイラン、アフガニスタン、ウズベキスタンなどでも行われ、2022年に当該地域の絹の生産とともにUNESCOの無形文化遺産に登録される。

### ヨーロッパ
以下の都市や地方で、育てられている。
旧東ローマ帝国：コンスタンティノポリス
イタリア：ヴェネツィア、コリントス、ティーヴァ、フィレンツェ、ルッカ
フランス：トゥール、リヨン